# نیشن‌واید ایرلاینز
نیشن‌واید ایرلاینز (به انگلیسی: Nationwide Airlines (Zambia)) یک شرکت هواپیمایی با کد یاتا 4J است که در تاریخ ۱۹۹۱ میلادی تأسیس شده و در تاریخ ۱۹۹۱ فعالیتش را آغاز کرده‌است. دفتر مرکزی نیشن‌واید ایرلاینز در لوساکا، زامبیا واقع شده‌است و قطب این شرکت هواپیمایی در فرودگاه بین‌المللی لوساکا قرار دارد.